# Койялипу, Годюэн
Годюэ́н Койялипу́ (фр. Goduine Koyalipou; род. 15 февраля 2000, Банги) — центральноафриканский и французский футболист, нападающий клуба «Ланс» и сборной ЦАР.

## Клубная карьера
Койялипу — воспитанник клуба «Ньор». 8 декабря 2017 года в матче против «Реймса» он дебютировал в Лиге 2. 6 апреля 2018 года в поединке против «Клермона» Годюэн сделал «дубль», забив свои первый голы за «Ньор». Летом 2021 года Койялипу перешёл в швейцарскую «Лозанну». 24 июля в матче против «Санкт-Галлена» он дебютировал в швейцарской Суперлиге. 12 мая в поединке против «Цюриха» Годюэн забил свой первый гол за «Лозанну».
В начале 2023 года Койялипу на правах аренды перешёл в «Авранш». 13 января в матче против «Версаля» он дебютировал за новую команду. В этом же поединке Годюэн забил свой первый гол за «Авранш».
Летом 2023 года Койялипу подписал контракт с бельгийским «Васланд-Беверен» на 3 года. 13 августа в матче против дублёров «Генка» он дебютировал в Челленджер Про Лиге. 26 августа в поединке против «Патро Эйсден Масмехелен» Годюэн забил свой первый гол за «Васланд-Беверен». Летом 2024 года Койялипу перешёл в софийский ЦСКА, подписав контракт на 3 года. 17 августа в матче против столичной «Славии» он дебютировал в чемпионате Болгарии. 24 августа в поединке против «Арда» Годюэн забил свой первый гол за ЦСКА.

## Карьера в сборной
7 сентября 2023 года в отборочном матче Кубка Африки 2023 против сборной Ганы Койялипу дебютировал за сборную ЦАР. 5 сентября 2024 года в отборочном поединке Кубка Африки 2025 против сборной Лесото Годюэн забил свой первый гол за национальную команду.

### Голы за сборную ЦАР
| #  | Дата            | Место                                | Противник | Счёт | Результат | Соревнование                     |
| -- | --------------- | ------------------------------------ | --------- | ---- | --------- | -------------------------------- |
| 1. | 5 сентября 2024 | Стаде Эль Абди, Эль-Джадида, Марокко | Лесото    | 3:1  | 3:1       | Кубок Африки 2025 (квалификация) |